# Sadri Şener

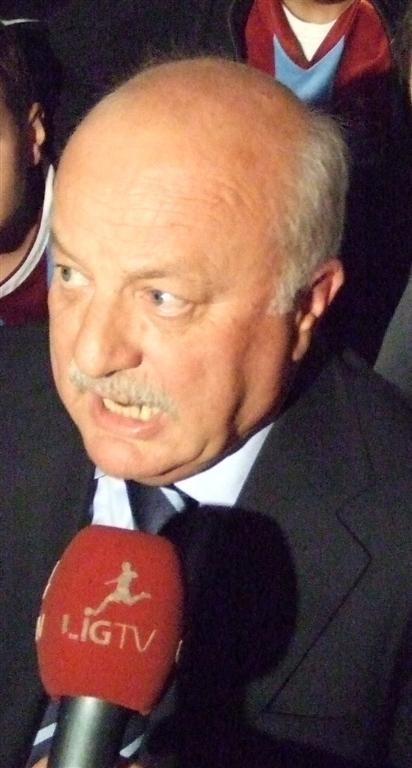
Sadri Şener

Sadri Şener (Trabzon, 21 augustus 1951) is een Turkse architect en de voorzitter van de Turkse voetbalclub Trabzonspor.
Hij studeerde af aan de afdeling Civiele Techniek van de İstanbul Teknik Üniversitesi. Hij is de zoon van de politicus Ahmet Şener. 

## Trabzonspor
Şener was al tien jaar bij Trabzonspor actief voor hij in 1990 tot voorzitter werd gekozen. Hij bleef dit tot 1994. Na een mindere periode van Trabzonspor werd hij op 2 oktober 2008 herkozen als voorzitter.